# Irish Pub

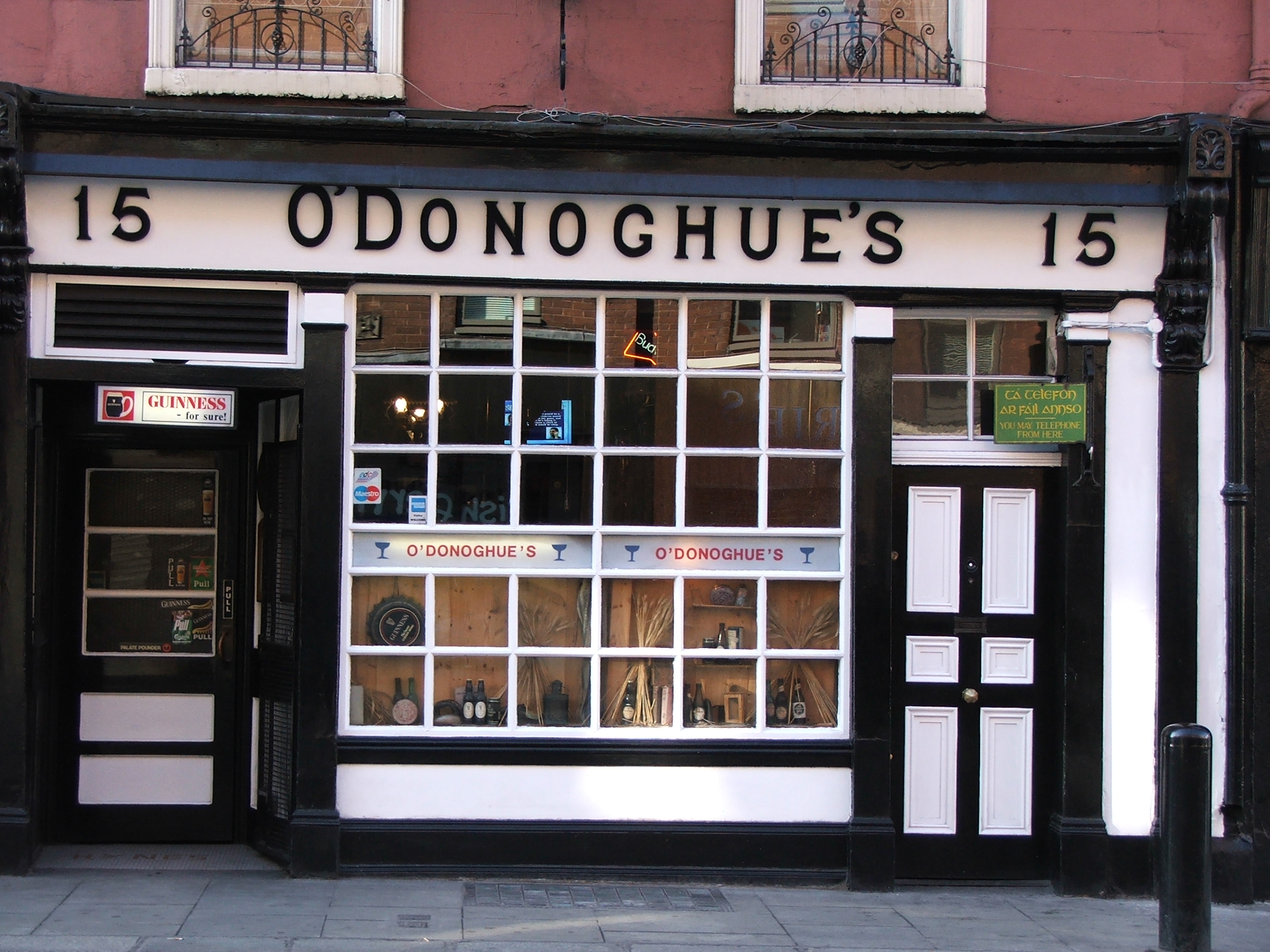
O'Donoghue's Pub in Dublin

Ein Irish Pub ist eine Kneipe, wie sie ursprünglich in Irland, als daran angelehntes gastronomisches Konzept aber inzwischen in vielen Teilen der Welt anzutreffen ist. Wie bei Pubs im Vereinigten Königreich leitet sich der Begriff von Public House, einem der Öffentlichkeit zugänglichen Haus, ab. Typisch ist der Ausschank irischer Biersorten wie etwa Stout (z. B. der Marken Guinness, Murphy’s) und dem rötlichen Ale (z. B. der Marke Kilkenny) sowie von als Cider bezeichnetem Apfelwein. Auch typische irische Gerichte und Knabbereien wie Chips haben manche Irish Pubs im Angebot.

## Geschichte
Der Begriff „Pub“ wurde in Irland ab dem frühen 17. Jahrhundert verwendet. Er ist viktorianischen Ursprungs. Im englisch regierten Irland waren bis dahin die Bezeichnungen „Taverne“ und „Alehouse“ verbreitet. Im Jahre 1635 gab es allein in Dublin, wo damals rund 4.000 Familien lebten, 1.180 Public Houses, die meist selbst gebrautes Bier verkauften. Während in England bereits 1603 und 1619 gesetzliche Regelungen zum Ausschank alkoholischer Getränke bestanden, wurde in Irland ein erstes Gesetz zur Regulierung von Anzahl und Qualität der Public Houses erst 1635 angewandt – ohne großen Erfolg, denn Mitte des Jahrhunderts war die Zahl der Etablissements in Dublin bereits auf über 1.500 gestiegen.
Ab Mitte des 17. Jahrhunderts führten Pubs kaum noch selbstgebrautes Bier, sondern bezogen ihre Getränke von der wachsenden Zahl kommerzieller Brauereien. In Dublin entwickelte sich rund um die James Street, noch heute Sitz der Guinness-Brauerei, ein Zentrum der Brauindustrie mit dem Sitz der Dubliner Brauergilde, die St. James zu ihrem Schutzpatron wählte.

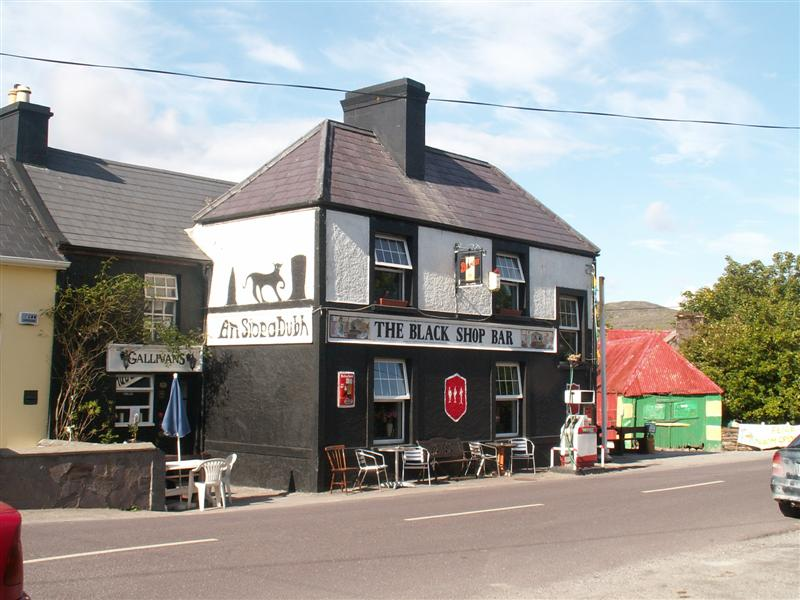
Black Shop Bar in Castlecove mit Zapfsäule vor dem Pub

Englische Beschränkungen der Öffnungszeiten von Pubs, so beispielsweise der Lord’s Day Act von 1618, fanden in Irland erst Jahrzehnte später Anwendung, so dass die Regulierungen für deren Betrieb im Vergleich zu England geringer blieben. Im 17. und 18. Jahrhundert wurden vielerorts prägnante Pub-Namen, oft mit Tier- und Ortsbezeichnungen, verwendet, die sich auch bildlich gut auf Schildern darstellen ließen. Durch die Schilder sollte Analphabeten die Identifizierung des Lokals erleichtert werden. Diese Praxis war in England schon seit dem 14. Jahrhundert verpflichtend vorgeschrieben, in Irland wurde aber auch dieses Gesetz nur verzögert eingesetzt. Ab dem 19. Jahrhundert etablierte sich jedoch die Gepflogenheit, Pubs nach dem Namen ihres Besitzers oder des Lizenzinhabers zu benennen, was bis heute verbreitet ist.
Bis ins 20. Jahrhundert war insbesondere auf dem Land eine Trennung zwischen Pubs und Einzelhandel für Lebensmittel und Haushaltsbedarf unüblich. Der Reiseführer Irish Pubs of Character stellte noch 1969 fest, man könne auf dem Dorf den Eindruck gewinnen, in jedem Geschäft würden auch Drinks ausgeschenkt. Einige Wirte kauften auch landwirtschaftliche Erzeugnisse an und betrieben damit Handel bis in die Städte. Mit dem Aufkommen von Supermärkten und Handelsketten nahm diese Funktion von Pubs deutlich ab. In kleinen Dörfern findet man manchmal noch Zapfsäulen für Benzin vor Pubs, die von dort aus betrieben werden. Der bekannte Pub Dick Mack’s in Dingle (Kerry) ist bis heute zugleich eine Schusterwerkstatt.

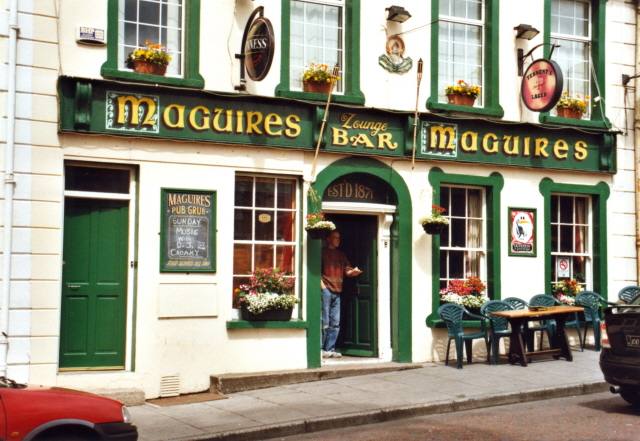
Maguires Bar in Moville, Co. Donegal mit ausgeschilderter Lounge

### Lounge Bar und Public Bar
Mit dem Zurückgehen des Pub-Einzelhandels wurden viele Pubs um Lounge Bars, größere und teils auch abgetrennte Räume mit bequemen Sitzgelegenheiten, mehr Platz, Fensterfläche und einer komfortableren Atmosphäre erweitert. Der Komfort musste mit höheren Getränkepreisen in der Lounge erkauft werden. Waren vor den 1960er Jahren die Pubs eine rein männliche Angelegenheit, nutzen mit Aufkommen der Lounges auch Frauen die Pubs, die zuvor, ebenso wie Kinder, vor der Tür auf ihre Männer warten mussten. Umgekehrt war der Zutritt zu Lounges etwa Männern in Arbeitskleidung verwehrt, sie hätten sonst die Einrichtung verschmutzen können und waren im Zugang auf die Public Bar beschränkt. Mit dieser Entwicklung wurden die Pubs auch insgesamt sauberer und gehobener in Ausstattung und Atmosphäre, so dass die Trennung zwischen Lounge und Public Bar heute an Bedeutung verloren hat. Mit dem Equal Status Act des Jahres 2000 wurde jede sexuelle Diskriminierung im Zugang zu öffentlichen Einrichtungen untersagt. Die Bezeichnungen Lounge Bar und Public Bar sind an Pub-Fassaden aber noch anzutreffen.

## Kultur der Irish Pubs

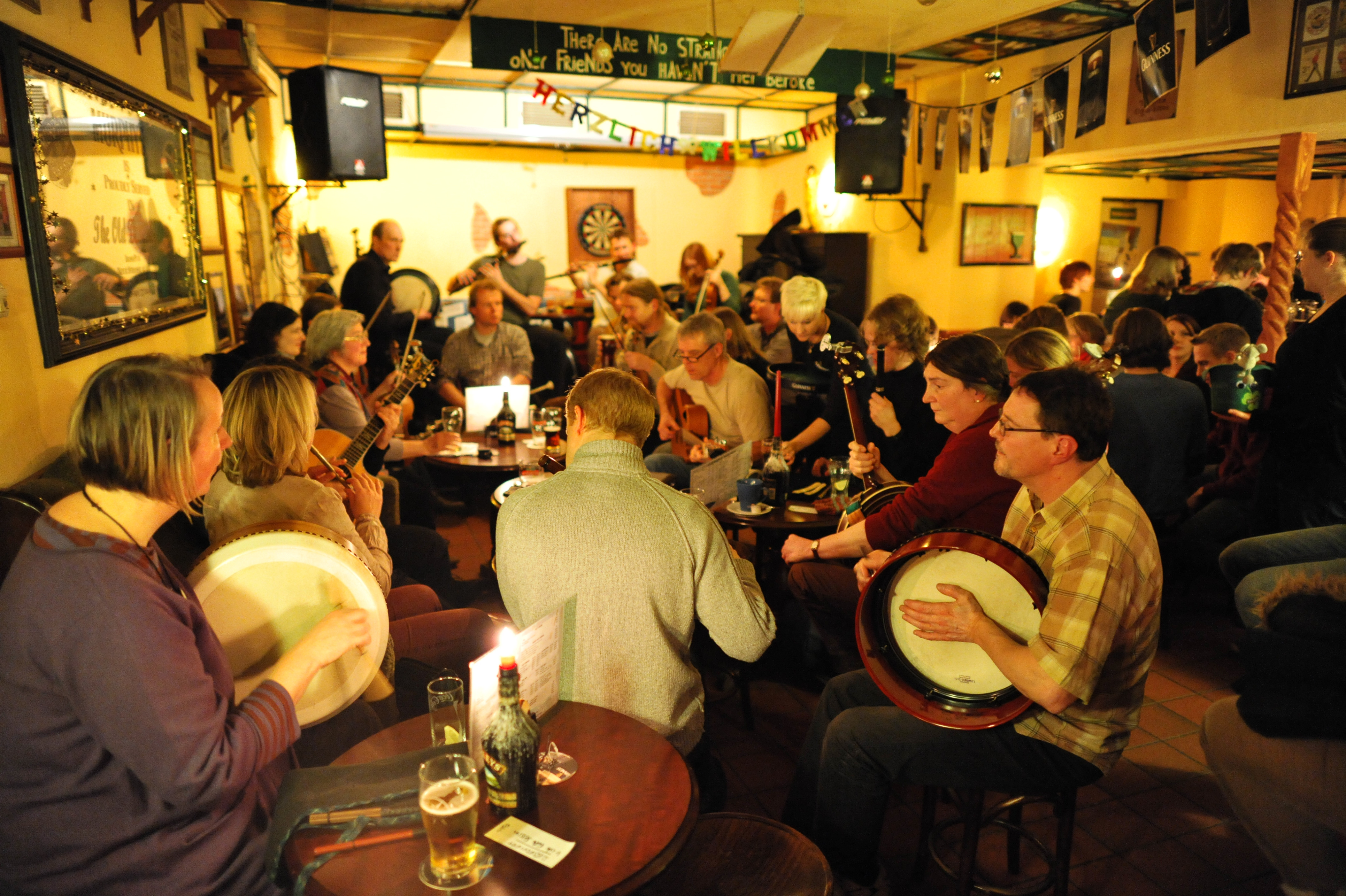
Irish Traditional Music Session

Zur Kultur der Irish Pubs gehören Musik und Kommunikation. In Irland ist der Pub nicht nur zentraler Treffpunkt zum Reden und Musizieren. Sie sind auch wichtige Orte der Sozialisation, also ganz wesentliche Bestandteile des gesellschaftlichen Lebens, auch Generationen übergreifend. Zudem wird in aller Regel auch eine Anzahl verschiedener Speisen angeboten („Pub Food“).
In vielen Pubs, auch außerhalb Irlands, gibt es typischerweise Livemusik mit Musikern verschiedener Stilrichtungen (Irish und Scottish Folk, vereinzelt auch Rock, Reggae u. a.) sowie Abende mit offener Bühne („Open Stage“), an denen Gäste ihre Instrumente mitbringen und zusammen musizieren und singen können. Auch Karaoke und Quiz hat in Irish Pubs Einzug gehalten.
Mit der Auswanderung aus Irland (z. B. während der großen Kartoffelfäule 1845–1848) verbreitete sich die irische Kultur und mit ihr die Irish Pubs. Zu irischen Feiertagen (Saint Patrick’s Day, Halloween) wird in Irish Pubs auf der ganzen Welt gefeiert.

### Irish Traditional Music Session
Die Trad Session (oder Pub Session) ist ein Zusammentreffen von Musikern (meist Amateure), die gemeinsam traditionelle irische Musik spielen. Seit den 1950er Jahren hat sich die Trad Session in Irish Pubs so weit verbreitet, dass sie zu einer beherrschenden Form der irischen Musik wurde.
Der Ablauf folgt eigenen Regeln. Mehrere Instrumentalstücke, Tunes, werden zu einem Set zusammengefasst. Ein Musiker beginnt ein Set und steuert den weiteren Ablauf, wie die Abfolge der Tunes. Die Kommunikation geschieht dabei oft nur durch Blickkontakt oder kleine Gesten (Kopfbewegung).
Die Session kann für einen Außenstehenden wie ein zufälliges Ereignis wirken.

## Bekannte Irish Pubs
- O’Donoghue’s Pub in Dublin mit Verbindung zu vielen bekannten irischen Musikern
- Sean’s Bar in Athlone aus dem Jahr 900 ist die älteste Bar in Irland und auch in ganz Europa